# La Manga del Cura
La Manga del Cura es un territorio ubicado en la provincia de Manabí perteneciente al cantón El Carmen.

## Historia
Hasta el año 2015 fue considerada una zona no delimitada y por tanto no tenía pertenencia administrativa - política a ningún cantón o provincia del Ecuador y estuvo en disputa por las provincias limítrofes de Guayas, Manabí, Santo Domingo y Los Ríos.
Tras múltiples intentos de resolver dicho conflicto Guayas y Manabí persisitieron en el litigio, lo que desembocó en una consulta popular efectuada el 27 de septiembre de 2015, a través de la que por mayoría sus habitantes decidieron la adhesión del territorio a la provincia de Manabí.
Finalmente el 11 de abril de 2017 la Asamblea Nacional de Ecuador en la sesión 443 del Pleno y en segundo debate, aprobó el  Proyecto de Ley que fija el límite territorial entre las provincias de Guayas y Manabí en la zona denominada "Manga del Cura“, con 93 votos a favor y 5 abstenciones. Dicha resolución se publicó en el Suplemento al Registro Oficial n.º 994 el 28 de abril de 2017.

## Geografía y demografía

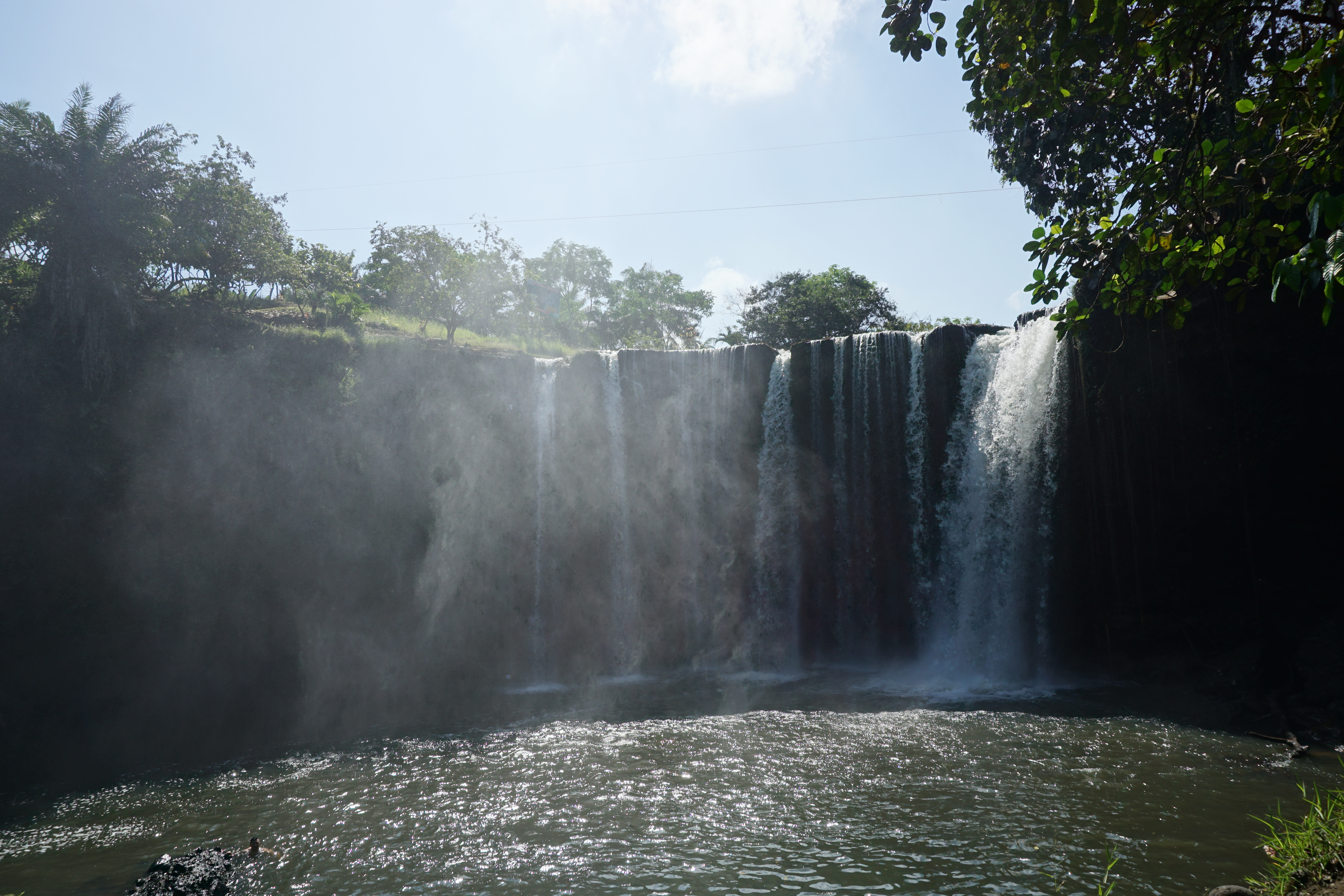
Cascada del Salto del Armadillo.

Ubicada al sureste del cantón El Carmen, comprende una extensión de aproximadamente 487 km² con alrededor de 24 000 habitantes.
Cuenta con más de 200 comunidades, siendo las más pobladas:
- El Paraíso (El Paraíso - La 14)
- Santa María
- Santa Teresa

Uno de los sitios turísticos más importantes del territorio es la Cascada del Salto del Armadillo, de 30 metros de altura.